# Vétéran (film, 2015)
Pour les articles homonymes, voir Veteran.
Série
Vétéran 2
(2024)
Pour plus de détails, voir Fiche technique et Distribution.
Vétéran (hangeul : 베테랑 ; RR : Betelang) est un film sud-coréen réalisé par Ryoo Seung-wan, sorti en 2015. Il a pour suite intitulée I, The Executioner du même réalisateur, sélectionné au Festival de Cannes 2024.

## Synopsis
Seo Do-cheol est un inspecteur de la vieille école, qui ne fait preuve d'aucune pitié lorsqu'il s'agit de traquer les criminels. Un jour, il se retrouve à enquêter sur un jeune millionnaire, Jo Tae-oh, dont la fortune et les relations haut-placées lui ont jusqu'ici permis d'échapper à la justice.

## Fiche technique
- Titre original : 베테랑
- Titre français : Vétéran
- Réalisation et scénario : Ryoo Seung-wan
- Musique : Bang Joon-seok
- Décors : Jo Hwa-seong
- Costumes : Jo Sang-gyeong
- Photographie : Choi Young-hwan
- Son : Kim Chang-seop
- Montage : Kim Jae-beom et Kim Sang-beom
- Production : Kang Hye-jeong et Kim Jeong-min
- Société de production : Filmmaker R&K
- Société de distribution : CJ Entertainment
- Pays d'origine :  Corée du Sud
- Langue originale : coréen
- Format : couleur
- Genre : action, comédie policière
- Durée : 124 minutes
- Date de sortie :
  - Corée du Sud : 5 août 2015

## Distribution
- Hwang Jeong-min : Seo Do-cheol
- Yoo Ah-in : Jo Tae-oh
- Yoo Hae-jin : Choi Sang-moo
- Oh Dal-soo : Oh, le chef d'équipe
- Jang Yoon-ju : Miss Bong
- Kim Si-hoo : l'inspecteur Yoon
- Oh Dae-hwan : l'inspecteur Wang
- Jeong Woong-in : Bae, le chauffeur
- Sin Seung-hwan : Park, le reporter
- Uhm Tae-Goo : le garde du corps de Jo Tae-oh
- Ma Dong-seok
- Jin Kyung : Lee Joo-yeon

## Production

### Attribution des rôles
Début mars 2014, la société CJ E&M annonce l'engagement de Hwang Jeong-min et Yoo Ah-in pour incarner Seo Do-cheol, inspecteur de l'unité spéciale de l'enquête, et Jo Tae-oh, également inspecteur adversaire de ce dernier et originaire de la troisième génération des chaebol, pour le film intitulé Vétéran de Ryoo Seung-wan.

### Tournage
Le tournage débute en mars 2014. Il a lieu à Séoul et Pusan.

## Accueil

### Sortie
Vétéran sort le 5 août 2015 dans les salles obscures en Corée du Sud.

### Box-office
Il récolte 21,7 milliards won, soit 14,7 millions euros), dont 2,75 millions spectateurs dans les cinq premiers jours après sa sortie),. Le 6 novembre, il récolte 92 077 504 won, dont 13 411 343 spectateurs, et se classe cinquième rang de la liste des plus gros succès du box-office,,,,,,,.

## Distinctions

### Récompenses
- Festival international du film de Catalogne 2015 : prix Casa Asia du meilleur film
- Korean Association of Film Critics Awards 2015 :
  - Meilleur réalisateur pour Ryoo Seung-wan
  - Top 10 des films de l'année
- Korea World Youth Film Festival 2015 :
  - Meilleur acteur pour Yoo Ah-in
  - Meilleur réalisateur pour Ryoo Seung-wan
- Fashionista Awards 2015 : Meilleur Fashionista masculin pour Yoo Ah-in
- The Korea Film Actors Association Awards 2015 :
  - Prix Top Star
  - Meilleur entraîneur d'arts martiaux pour Jeong Doo-hong
- Korean Film Reporters Association Awards 2016 : Meilleur réalisateur pour Ryoo Seung-wan
- Max Movie Awards 2016 :
  - Meilleur film
  - Meilleur réalisateur pour Ryoo Seung-wan
  - Meilleur acteur pour Yoo Ah-in
  - Meilleur acteur dans le second rôle pour Oh Dal-soo
- Asian Film Awards 2016 : prix de la prochaine génération pour Yoo Ah-in
- Baeksang Arts Awards 2016 : meilleur réalisateur pour Ryoo Seung-wan

### Nominations
- Korean Association of Film Critics Awards 2015 : meilleur acteur pour Hwang Jeong-min
- Grand Bell Awards 2015 :
  - Meilleur film
  - Meilleur réalisateur pour Ryoo Seung-wan
  - Meilleur acteur pour Yoo Ah-in
  - Meilleur acteur dans le second rôle pour Yoo Hae-jin
  - Meilleure actrice dans le second rôle pour Jang Yoon-ju
  - Meilleure nouvelle actrice pour Jang Yoon-ju
  - Meilleur scénario pour Ryoo Seung-wan
  - Meilleure photographie pour Choi Young-hwan
  - Meilleur montage pour Kim Jae-beom et Kim Sang-beom
  - Meilleure lumière pour Kim Ho-seong
  - Meilleur son pour Kim Chang-seop
- Blue Dragon Film Awards 2015 :
  - Meilleur film
  - Meilleur réalisateur pour Ryoo Seung-wan
  - Meilleur acteur pour Yoo Ah-in
  - Meilleur acteur dans le second rôle pour Yoo Hae-jin
  - Meilleure actrice dans le second rôle pour Jang Yoon-ju
  - Meilleur scénario pour Ryoo Seung-wan
  - Meilleure photographie pour Choi Young-hwan
  - Meilleur montage pour Kim Jae-beom et Kim Sang-beom
  - Meilleure lumière pour Kim Ho-seong
  - Meilleure musique : Bang Joon-seok
- Asian Film Awards 2016 :
  - Meilleur film
  - Meilleur réalisateur pour Ryoo Seung-wan
  - Meilleur scénario pour Ryoo Seung-wan
  - Meilleur montage pour Kim Jae-beom et Kim Sang-beom
- Baeksang Arts Awards 2016 :
  - Meilleur film
  - Meilleur scénario pour Ryoo Seung-wan
  - Meilleur acteur pour Hwang Jeong-min
  - Meilleur acteur dans le second rôle pour Oh Dal-soo